# Casa de Malatesta
La Casa de Malatesta fue una familia noble italiana que gobernó Rímini desde 1295 hasta el año 1500, así como en diferentes períodos en otras tierras y ciudades de la Romaña.
Malatesta da Verucchio (+ 1312) era un líder güelfo, que se convirtió en podestà (magistrado jefe) de Rímini en 1239 y se convirtió en la única autoridad de la ciudad tras la expulsión de sus rivales gibelinos, la familia de los Parcitati, en 1295.
Su hijo jorobado Giovanni Malatesta es famoso debido a su participación en el trágico suceso de 1285, descrito en el Infierno de Dante, cuando mató a su esposa Francesca de Rímini y a su hermano menor Paolo Malatesta, tras haberlos descubierto en adulterio.
En los siglos XIV y XV los Malatesta gobernaron sobre varias ciudades de la región de la Romaña y las Marcas, incluyendo Pésaro, Fano, Cesena, Fossombrone y Cervia.
Varios miembros de la familia Malatesta fueron condotieros al servicio de varios estados y ciudades de Italia. El más famoso fue Sigismondo Pandolfo Malatesta, que participó en la guerra contra el Papado por cuestiones territoriales. Su nieto Pandolfo finalmente fue expulsado de Rímini en 1500 por César Borgia, y la ciudad finalmente fue incorporada a los Estados Papales en 1528, después del último intento fallido de Sigismondo, hijo de Pandolfo, por recuperarla.

## Casa de Rímini
1. Malatesta della Penna o Malatesta di Pennabili, 1239-1248 Podestà
2. Malatesta da Verucchio (1262–1312), Señor de Rímini
3. Malatestino Malatesta (1312–1317)
4. Pandolfo Malatesta (1317–1326)
5. Ferrantino Malatesta (1326–1353)
6. Malatesta III Malatesta (1353–1364)
7. Galeotto Malatesta (1364–1385)
8. Carlo Malatesta (1385–1429)
9. Galeotto Roberto Malatesta (1429–1432)
10. Sigismondo Pandolfo Malatesta (1432–1468)
11. Roberto Malatesta (1468–1482)
12. Pandolfo IV Malatesta (1482–1528)

## Casa de Pesaro
1. Gianciotto Malatesta (entre 1240 y 1244 – 1304)
2. Pandolfo I Malatesta (1304–1326)
3. Malatesta Antico Malatesta (1322–1364)
4. Ferrantino Malatesta (…–1353)
5. Malatesta Malatesta Ungaro (1327–1372)
6. Galeotto Malatesta (1372–1385)
7. Malatesta Malatesta (1370–1429)
8. Carlo Malatesta (1429–1438)
9. Galeazzo Malatesta (1438–1445)